# 河野英喜
河野 英喜（こうの ひでき、1968年 - ）は日本の写真家。
島根県浜田市出身。JPS公益社団法人日本写真家協会会員。
写真技術は独学で習得するも､音楽/楽器販売会社へ技術者として就職し､写真は趣味としてその技術を高める｡その後企業系プロラボに転職し､銀塩プリント/フィルム現像全般の現像処理に関わり銀塩処理に関する基礎処理や工程を習得｡その頃株式会社 玄光社 コマーシャルフォト誌の当時編集長との出会いから広告制作会社である有限会社 アドフォーカスへフォトグラファーとして転職することを強く勧められ1990年に入社｡フォトグラファーとしてデビュー初期は主に広告媒体・女性誌を中心に撮影｡
1992年独立後､女性タレントの写真集撮影を契機に女性誌から女優・タレント・声優など人物を主たる被写体とした商品広告・官庁ポスター・映画ポスター・写真集・カレンダー・音楽関連のジャケットをはじめ各誌の表紙などを多数手がけその活動の場を更に広げている。また、29歳で株式会社モーターマガジン社刊『カメラマン』誌で表紙撮影のレギュラーを務めた事が縁となり多数の写真専門誌での撮影・執筆や､写真教室などで撮影指導・写真審査などにも深く関わり､近年ではカメラメーカーへの作品寄稿など精力的に活動している。

## 略歴
- 1990年、広告制作会社 アドフォーカスに入社。
- 1992年、独立。
- 2008年、株式会社エントランスを設立し、代表を務める[1]。

## 主な作品
出版された写真集・書籍類は100冊を越す。

### 写真集
- 1995.12 小沢なつき写真集『ALONE』(P-PRESS)
- 1996.10 黒田美礼 セカンド写真集「果実」
- 1997.08 ときめきメモリアル写真集（ワニブックス）吹石一恵､榎本加奈子､中山エミリ､矢田亜希子､山口さやか
- 2000.10 黒川芽以ファースト写真集『レモンドロップ』（辰巳出版）
- 2001.06 中村由真 写真集『LAX』（フォーブリック)
- 2003.03 近野成美写真集『なるみかん』（辰巳出版）
- 2003.03 紺野舞子 写真集「素肌」
- 2003.09 三浦敦子ファースト写真集「TRIP EX」
- 2003.10 大島優子ファースト写真集『かがやくきもち』（ぶんか社）
- 2003.11 岩井七世写真集『はっか』（辰巳出版）
- 2003.12 秋山莉奈サード写真集『ゆっくり愛して』（彩文館）
- 2004.10 松嶋初音 写真集『初世界』（ワニマガジン社）
- 2004.10 大久保麻梨子 写真集『和・スイーツ』（辰巳出版）
- 2004.12 愛川ゆず季写真集『Miss. Girl』（ワニマガジン社）
- 2006.05 安達有里 写真集『Myself』（バウハウス）
- 2006.09 北川景子stylish street book『ハリウッドへ行っちゃった！』（SDP）
- 2007.03 亀井絵里写真集『ラブハロ!亀井絵里inプーケット』（キッズネット）
- 2007.03 高橋愛 写真集『ラブハロ!高橋 愛inプーケット』（キッズネット）
- 2007.08 熊井友理奈 写真集『友理奈』（キッズネット）
- 2007.09 久住小春 写真集『POP』（キッズネット）
- 2007.10 長澤奈央写真集『Real Blue』（竹書房）
- 2007.12 鈴木愛理写真集『CLEAR』（キッズネット）
- 2008.09 フォンチー写真集『FON FONCHI』（辰巳出版）
- 2009.11 志田未来 写真集『14才・15才・16才の未来』（角川マーケティング）
- 2011.08 豊崎愛生写真集『あきやすみ』（学研パブリッシング）
- 2011.10 戸松遥写真集『Rainbow Vacation』（学研パブリッシング）
- 2012.03 5代目ミスマリンちゃん写真集『海物語』（スコラ社）
- 2013.01 アロハロモーニング娘10期メンバー写真集（キッズネット）
- 2013.06 ぐんまちゃんとお散歩（中経出版）
- 2013.05 井上麻里奈写真集 『MariIro』（学研パブリッシング）
- 2013.10 豊崎愛生写真集 『あきずかん』（学研パブリッシング）
- 2014.01 志田未来写真集 『ありがとう』（KADOKAWA）
- 2015.03 八反安未果写真集『HATTAN AMIKA』（彩文館出版）
- 2015.06 戸松遥写真集『I may Me』（学研パブリッシング）
- 2015.07 鈴木ふみ奈写真集『奇跡のH』（リイド社）
- 2018.09 雨宮 天写真集『10 looks』（学研プラス）
- 2018.10 麻倉もも写真集『pleasant』（学研プラス）
- 2018.12 津田美波写真集『ミナミのコバコ』（学研プラス）

　　　　　　　　　　　　　　　　　　　                             　　《一部を抜粋  他多数》 

### DVD
フォトグラファー独自の視点・構成で映像撮影されたヌードモデルとのコラボレーション企画
- 河野英喜 X 風野舞子　『露肌』（つくばテレビ）
- 河野英喜 X 小沢菜穂　『裸人』（つくばテレビ）
- 河野英喜 X 大空あすか『NAKED GIRL』（つくばテレビ）

U-15の女優をノスタルジーな世界観で表現したイメージDVD
- ピュア☆ピュアDVD Vol.2 『蒼の少女』川原真琴
- ピュア☆ピュアDVD Vol.3 『笑顔物語』村田ちひろ
- ピュア☆ピュアDVD Vol.4 『風のように空のように』天野莉絵

デジタル写真を「モーション・グラビア」という発売当時開発されたばかりの新技術を駆使して動画化された新感覚のイメージ作品
- 吉岡美穂　『バリアン』（ポニーキャニオン）